# Zaxby's
A Zaxby's SPE Franchisor LLC, que faz negócios como Zaxby's, é uma cadeia americana de restaurantes fast casual que oferece buffalo wing, chicken fingers, sanduíches e saladas. A cadeia opera principalmente no sul dos Estados Unidos e tem mais de 900 estabelecimentos. A maioria dos restaurantes Zaxby's é de propriedade de franqueados, mas 123 locais são de propriedade da empresa Zaxby.

## História e locais

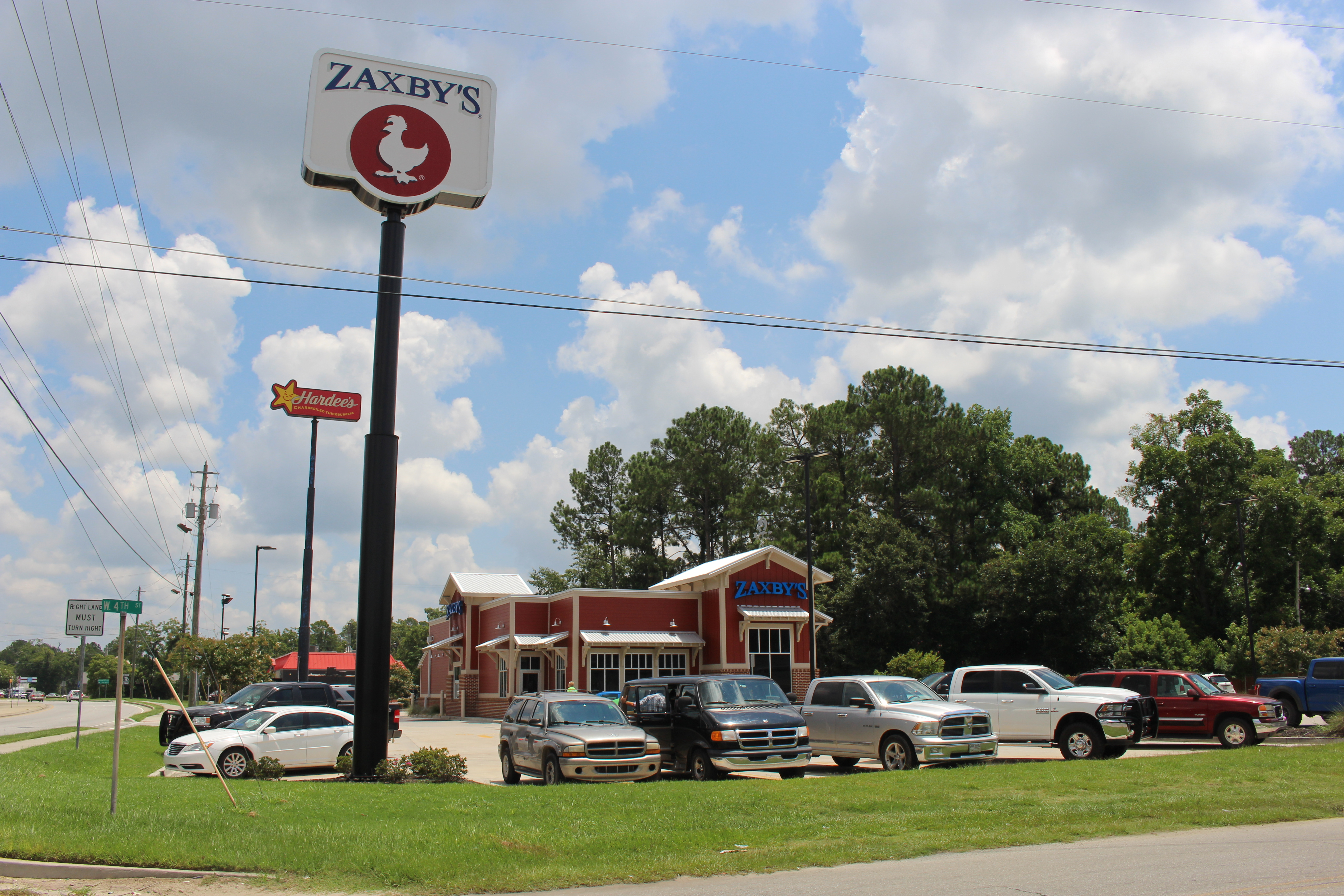
Zaxby's em Adel, Geórgia

O primeiro Zaxby's foi estabelecido em Statesboro, Geórgia, em março de 1990, próximo ao campus da Georgia Southern University, pelos amigos de infância Zach McLeroy e Tony Townley. O primeiro restaurante da empresa fora da Geórgia foi aberto em setembro de 1994 em Bowling Green, Kentucky. Em 2013, eles abriram unidades em Utah, a primeira expansão fora do sudeste dos Estados Unidos.
Em 2023, a Zaxby's estava presente em 19 estados dos Estados Unidos. Em dezembro de 2019, o franqueado da Zaxby's, com sede em Oklahoma, anunciou que fecharia cinco de suas nove unidades em todo o estado. Como outros restaurantes, desde meados de março de 2020, a pandemia de COVID-19 fez com que os lobbies de jantar da Zaxby's fechassem indefinidamente. Algumas unidades reabriram em meados de maio de 2020.
Em 2022, a Zaxby's apresentou um novo CEO, Bernard Acoca; ele foi o primeiro CEO que não era um dos co-fundadores. O CEO que estava saindo, Zach McLeroy, permaneceu como Presidente.